# Diploglossus owenii
Diploglossus owenii är en ödleart som beskrevs av Duméril och Bibron 1839. Diploglossus owenii ingår i släktet Diploglossus och familjen kopparödlor. Inga underarter finns listade i Catalogue of Life.
Arten förekommer i södra Mexiko och Guatemala. Honor lägger ägg.